# Chassékerk
De Chassékerk is de bijnaam van de voormalige rooms-katholieke Kerk van Onze-Lieve-Vrouw van Altijddurende Bijstand in Amsterdam. De bij aanvang voorgestelde naam Baarsjeskerk, naar de naam van de van 1917 tot 1926 in gebruik zijnde hulpkerk, sneuvelde al vrij snel. De kerk is gelegen aan de Chasséstraat in stadsdeel West en is tegenwoordig in gebruik als dansstudio.

## Ontstaansgeschiedenis
De Chassékerk en de daarbij behorende pastorie werden in 1924-'26 door Karel Petrus Tholens ontworpen. Hij schreef dan ook in mei 1925 de aanbesteding uit voor het bouwen van een kerk en pastorie op het terrein gelegen aan de Chasséstraat, Kortenaerstraat en J. van Wassenaer Obdamstraat. Een aannemer uit Noord-Brabant zag kans de kerk voor 250.000 gulden te bouwen, het kostte daarbij enige moeite het geld daarvoor bijeen te krijgen. Nadat eind 1925 de paalfundering was voltooid, werd in februari 1926 vanuit de hulpkerk aan de overkant van de Chasséstraat de eerste steen gelegd, waar de initiatiefnemer bij aanwezig was. In november 1926 kon de kerk geconsacreerd worden door de deken van Amsterdam Petrus Stroomer. Het initiatief voor de bouw van de kerk kwam van bouwpastoor Johannes Petrus Huibers, de latere bisschop van Haarlem. Huibers was kapelaan van de aangrenzende parochie De Liefde aan de Bilderdijkstraat. De nieuwe kerk was bedoeld om de katholieke gelovigen die zich in deze uitbreiding van Amsterdam gevestigd hadden, te bedienen. Zij werd gewijd aan Onze-Lieve-Vrouw van Altijddurende Bijstand. De kerk was onderdeel van een complex waartoe, naast kerk en pastorie, oorspronkelijk ook een zusterhuis voor de Zusters van O.L. Vrouw van Amersfoort, een meisjesschool en een kleuterschool behoorden.

## Bouwstijl
De plattegrond van de Chassékerk met een breed middenschip en smalle zijbeuken weerspiegelt de liturgische vernieuwing van rond 1900. Het geheel gaat schuil onder een mansardedak. Opvallend daarbij zijn de bogen aan weerszijden en de gemetselde overspanning. Blikvangers aan de buitenzijde zijn de twee bewaard gebleven kerktorens. De bouwstijl lijkt beïnvloed te zijn door de Amsterdamse Schoolstijl met haar grote oppervlakten baksteen. De kerk bood plaats aan 1200 gelovigen, die vanuit overal goed zicht hadden door het ontbreken van pilaren. De tijdens oplevering vrijstaande kerk is zuiver georiënteerd, de hoofdas loopt oost-west. Het hoofdaltaar is gericht op het oosten, de opkomende morgenzon, symbool van verrijzenis en evangelie. De hoofdingang is op het westen, destijds volgens oud-liturgisch gebruik. Nabij de ingangen en in de topgevel is werk te zien van Kees Smout.

## Herbestemming
Door ontkerkelijking aan het eind van de 20e eeuw werd de kerk steeds minder gebruikt. Daarom werd in 1998 de kerk aan de eredienst onttrokken. De parochie ging met de Sint-Augustinusparochie (Sint-Augustinuskerk aan de Postjesweg) en de Sint-Franciscusparochie (kerkgebouw De Boom aan de Admiraal de Ruijterweg) op in een nieuwe parochie van de Heilige Drie-eenheid. Daardoor konden de nog in de wijk woonachtige katholieken elders gaan kerken. Een kleine ruimte in het gebouw is tot 2007 nog als kapel in gebruik gebleven. Het parochiebestuur en het bisdom wilden de kerk slopen, en op deze plek woningbouw mogelijk maken. Daarom vroegen zij in 2003 een sloopvergunning aan voor de kerk, maar op 23 september 2003 besloot het dagelijks bestuur van stadsdeel De Baarsjes de Chassékerk op de gemeentelijke monumentenlijst te plaatsen. Ook de buurt was tegen sloop.

### Gekraakt
Op 19 september 2004 werd de Chassékerk gekraakt door Kraakgroep West. Dit deden zij, naar eigen zeggen, voor kunstenaars die de kerk wilden gebruiken als atelier. AT5 was aanwezig bij het daadwerkelijk kraken van de kerk. Tv-beelden toonden krakers die op het altaar dansen en dat er bier wordt gedronken. Ook werden de beelden van heiligen rondgereden. Enkele dagen later is de kerk met een grote ME-macht ontruimd. Het gebouw kwam weer enige tijd leeg te staan.

### Nieuwe bestemming
Een bezwaarschrift van de parochie tegen de aanwijzing van de kerk tot gemeentelijk monument werd door het stadsdeelbestuur gegrond verklaard. Tegelijkertijd trok het stadsdeelbestuur het voorgenomen besluit tot plaatsing van de kerk op de gemeentelijke monumentenlijst in. De eigenaar van de kerk, de rooms-katholieke parochie van de Heilige Drie-eenheid, en Ymere bereikten overeenstemming over verkoop van de kerk aan de woningcorporatie.
Medio 2007 werd de kerk door de bisschop van Haarlem volledig aan de eredienst onttrokken en in augustus 2007 verkocht aan Ymere. Ook deze woningcorporatie kwam met sloopplannen; ze wilde op deze locatie een appartementencomplex van 55 woningen bouwen. De buurt kwam opnieuw kwam in opstand. Daarmee was de kerk gered van sloop. Plannen werden gemaakt voor een maatschappelijk gebruik met verschillende buurtfuncties voor de Chassébuurt. Gedacht werd aan een gymzaal voor enkele scholen, huisvesting voor het hoofdkwartier van het sportbuurtwerk De Baarsjes, een voorschool met ouderkamer en een opvang voor tienermoeders vanuit HVO Querido. Een eventuele verbouwing vond Ymere te duur. De kredietcrisis zorgde in eerste instantie voor uitstel, en uiteindelijk voor afstel. Begin 2011 verkocht Ymere de Chassékerk aan zakenman Lenny Balkissoon die er een cultureel centrum van gemaakt heeft met een focus op dans. De buurt protesteerde ook daar aanvankelijk tegen, maar ging uiteindelijk overstag. Er kwam een danscentrum en een hotel met 55 bedden. Daarbij moest intern aanmerkelijk verbouwd worden. Zo was de vloer in dusdanig slechte staat, dat deze werd gesloopt. De crypte werd uitgegraven en zo ontstond een van de grootste kelders in een bestaand gebouw gemaakt. Een van de gebruikers na herbestemming van het gebouw was de Nationale Ballet Academie. In de voormalige pastorie werd een hotel gevestigd en in de tuin van de pastorie een café. Het danscentrum, Chassé Dance Studios, huisvest de dansstichting The Henny Jurriens Foundation (genoemd naar de danser Henny Jurriëns) en de balletschool European School of Ballet.